# Saint-Léger-sous-Brienne

Saint-Léger-sous-Brienne este o comună în departamentul Aube din nord-estul Franței. În 1 ianuarie 2022 avea o populație de 386 de locuitori.